# 昆山县 (南梁)
昆山县，中国旧县名，在今江苏省苏州市和上海市境。昆山市的前身。
秦汉时，为娄县地。南梁时，置信义县，再分信义县置昆山县。得名于县境的昆山，今名小昆山（在上海市松江区境）。隋灭南陈，废昆山县。开皇十八年（598年），复置昆山县，属吴郡。唐朝时，属苏州、吴郡，为望县。天宝十年（751年），吴郡太守赵居贞奏请以昆山县、嘉兴县、海盐县置华亭县。
五代时，随苏州属吴越。北宋政和年间，苏州升为平江府后，仍隶之，为望县。元朝时为昆山州。明朝洪武二年（1369年），降为昆山县，属苏州府。清朝雍正二年（1724年），分出新阳县。考评：疲、难。
中华民国元年（1912年）一月，新阳县并入昆山县。1948年，中華民國內政部编辑的《中華民國行政區域簡表》中，昆山县为3等县，辖区面积为795.00平方公里，人口为281046人:11。1949年后，昆山县历属苏州专区、苏州地区、苏州市。1989年，撤县设市，是为昆山市。

## 备注
1. ↑  《新唐书》记[3]“华亭。上。天宝十载析嘉兴置。”未提及昆山县、海盐县。